# Hemiphanes montanum
Hemiphanes montanum là một loài tò vò trong họ Ichneumonidae.